# Combourtillé
Combourtillé é uma comuna francesa na região administrativa da Bretanha, no departamento Ille-et-Vilaine. Estende-se por uma área de 9,31 km². Em 2010 a comuna tinha 619 habitantes (densidade: 66,5 hab./km²).